# Адалберт II (Тоскана)
Вижте пояснителната страница за други личности с името Адалберт.
Адалберт II, наричан Богатия (Adalbert II, † 10/19 септември 915) от Дом Бонифаций е маркграф на Тоскана (Тусция) (884 – 915).

## Биография
Той е син на маркграф Адалберт I и неговата втора съпруга Ротхилда от Сполето. Внук е на Бонифаций II.
През 884 г. Адалберт II е граф, между 884 и 27 май 889 г. (на този ден крал Гуидо Сполетски го споменава в документ за пръв път като маркграф) той поема наследството от неговия баща като граф и херцог на Лука и маркграф на Тусция.
Адалберт II умира между 10 и 19 септември 915 г. Погребан е в катедралата на Лука. Неговата вдовица Берта поема регентвото за техния син и наследник Гуидо.

## Фамилия
Адалберт II се жени между 895 г. и 898 г. за Берта (* 863; † 8 март 925), извънбрачна дъщеря на крал Лотар II от Каролингите, вдовица на Теотбалд от Арл († между юни 887 и 895). Те имат двама сина и една дъщеря:
- Гвидо (Видо) († 928/929), 915 – 928/929 граф и херцог на Лука и маркграф на Тоскана, 916 – 920 в Мантуа пленен; ∞ 924/925 Марозия, „senatrix et patricia Romanorum“, † 932/937 в плен
- Ламберт († 938), 928/929 – 931 граф и херцог на Лука и маркграф на Тоскана, 931 ослепен от неговия полубрат Хуго от Виен (Хуго I Арлски) (Бозониди)
- Ерменгарда († 29 февруари сл. 932); ∞ 915 Адалберт I Богатия, маркграф на Иврея, († 923) (Иврейска династия)